# ایان نلسون
ایان نلسون (زاده ۱۰ آوریل ۱۹۹۵) یک هنرپیشه اهل ایالات متحده آمریکا است. وی از سال ۲۰۱۱ میلادی تاکنون مشغول فعالیت بوده‌است.

## فیلم‌شناسی
- عطش مبارزه (۲۰۱۲)
- قاضی (۲۰۱۴)
- بهترین من (۲۰۱۴)
- پسر همسایه (۲۰۱۵)
- نمایش عجیب و غریب (۲۰۱۸)
- عنکبوت‌های کاغذی (۲۰۲۰)